# Komisariat Straży Celnej „Leman”

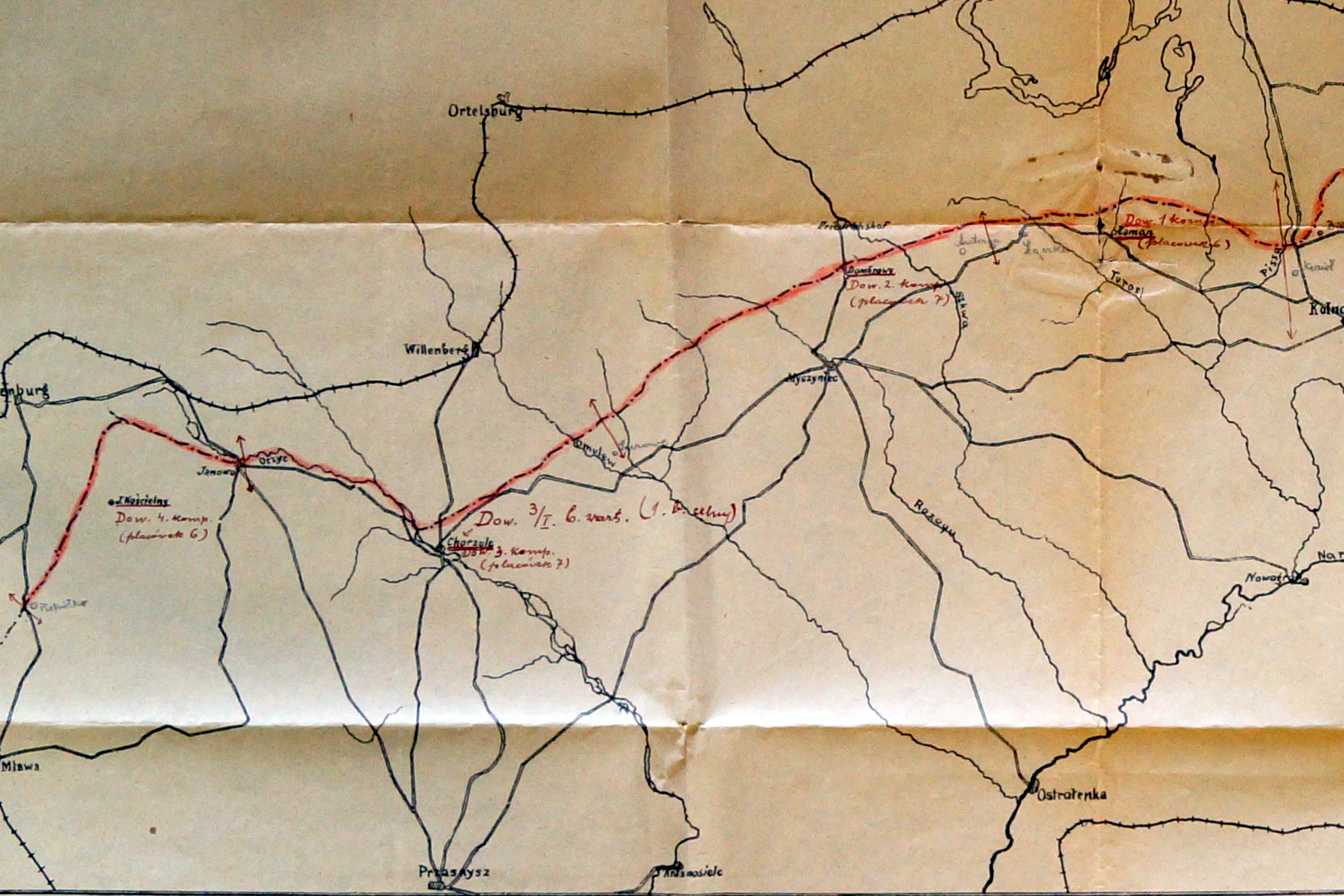
Szkic rozmieszczenia pododdziałów
1 batalionu celnego w 1921 roku

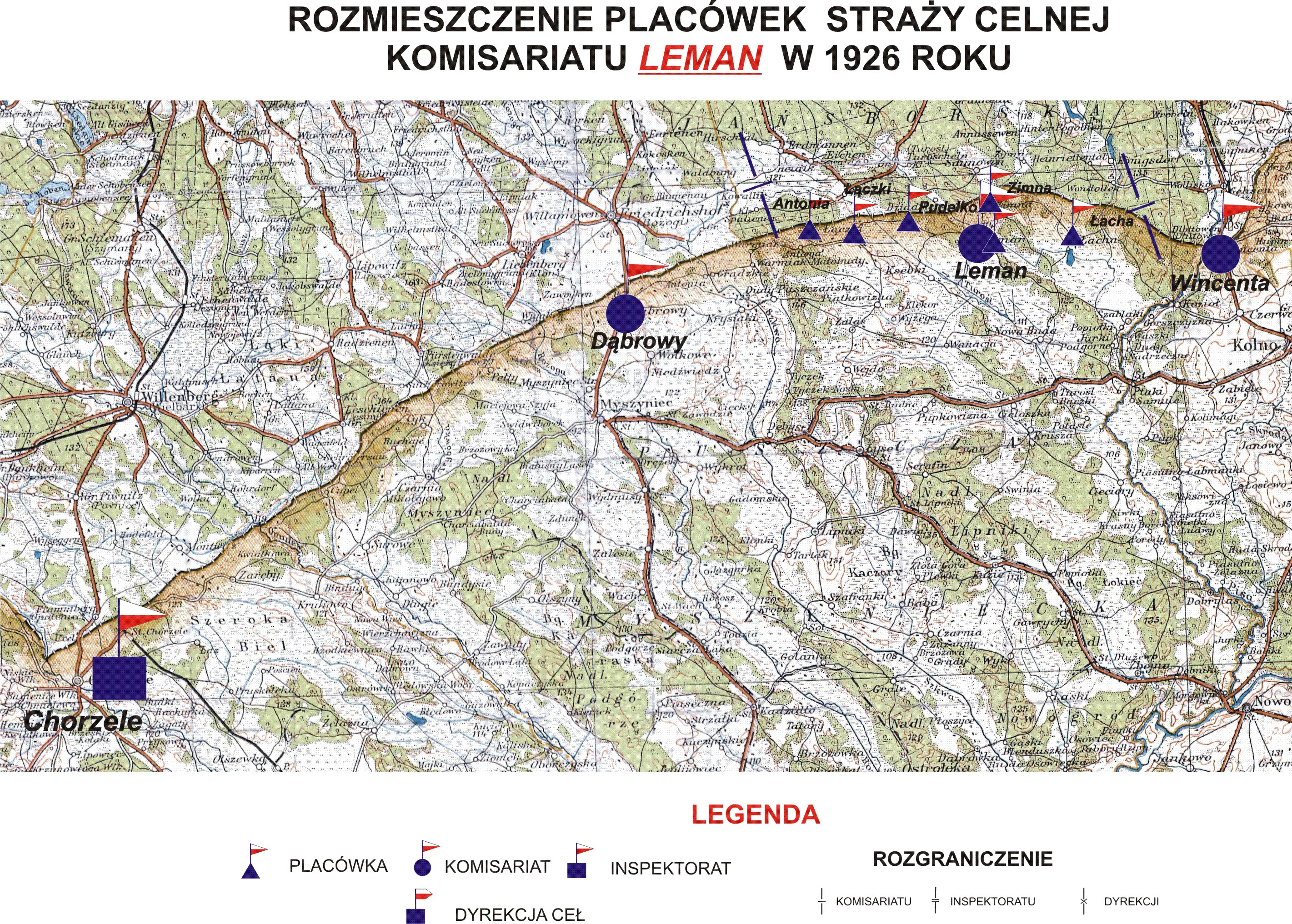
Rozmieszczenie placówek SC komisariatu "Leman" w 1926 roku

Komisariat Straży Celnej „Leman” – jednostka organizacyjna Straży Celnej pełniąca służbę ochronną na granicy polsko-niemieckiej w latach 1921–1927.

## Geneza
23 września 1920 roku w Lemanie stacjonowało dowództwo 5 szwadronu 6 pułku strzelców granicznych. Z końcem roku formację Strzelców Granicznych rozwiązano, a jej miejsce zajęły bataliony wartownicze, przekształcone wiosną 1921 w Bataliony Celne.  W 1921 roku w Lemanie stacjonował sztab 1 kompanii 1 batalionu celnego. Posiadała ona swoje placówki w miejscowościach: Leman, Kozioł, Zimna, Łacha, Łączki, Warmiak.

## Formowanie i zmiany organizacyjne
Na wniosek Ministerstwa Skarbu, uchwałą z 10 marca 1920 roku, powołano do życia Straż Celną. Od połowy 1921 roku jednostki Straży Celnej rozpoczęły przejmowanie odcinków granicy od pododdziałów Batalionów Celnych. Na przełomie roku 1921/1922 ochronę granicy państwowej od pododdziałów 1 batalionu celnego przejęła Straż Celna. Komisariat Straży Celnej „Leman”, wraz ze swoimi placówkami granicznymi, wszedł w podporządkowanie Inspektoratu Straży Celnej „Chorzele”.
Rozporządzeniem Prezydenta Rzeczypospolitej Polskiej Ignacego Mościckiego z 22 marca 1928 roku, do ochrony północnej, zachodniej i południowej granicy państwa powoływano z dniem 2 kwietnia 1928 roku Straż Graniczną. Pierwsze rozkazy organizacyjne Straży Granicznej nie wymieniają komisariatu Straży Granicznej „Leman”.
Dopiero rozkazem nr 9 z 18 października 1929 roku w sprawie reorganizacji Mazowieckiego Inspektoratu Okręgowego komendant Straży Granicznej płk Jan Jur-Gorzechowski powołał komisariat Straży Granicznej „Leman”, przydzielił go do Inspektoratu Granicznego nr 1 „Stawiski”, określił numer i strukturę.

## Służba graniczna
Sąsiednie komisariaty
- komisariat Straży Celnej „Wincenta” ⇔  komisariat Straży Celnej „Dąbrowy” − 1926

## Funkcjonariusze komisariatu
Obsada personalna w 1927:
- kierownik komisariatu – podkomisarz Leon Konecki
- pomocnik kierownika komisariatu – starszy przodownik Czesław Majewski (308)

## Struktura organizacyjna komisariatu
Organizacja komisariatu w 1926 roku:
- komenda – Leman
- placówka Straży Celnej „Łacha”
- placówka Straży Celnej „Zimna”[b]
- placówka Straży Celnej „Leman”
- placówka Straży Celnej „Pudełko”
- placówka Straży Celnej „Łączki”
- placówka Straży Celnej „Antonia”